# Macumba

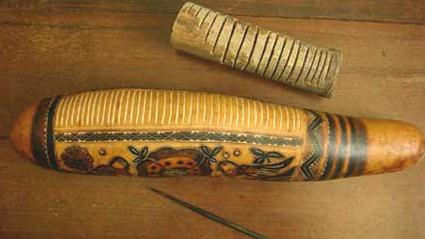
Macumba (Utilizado pela Cisa)

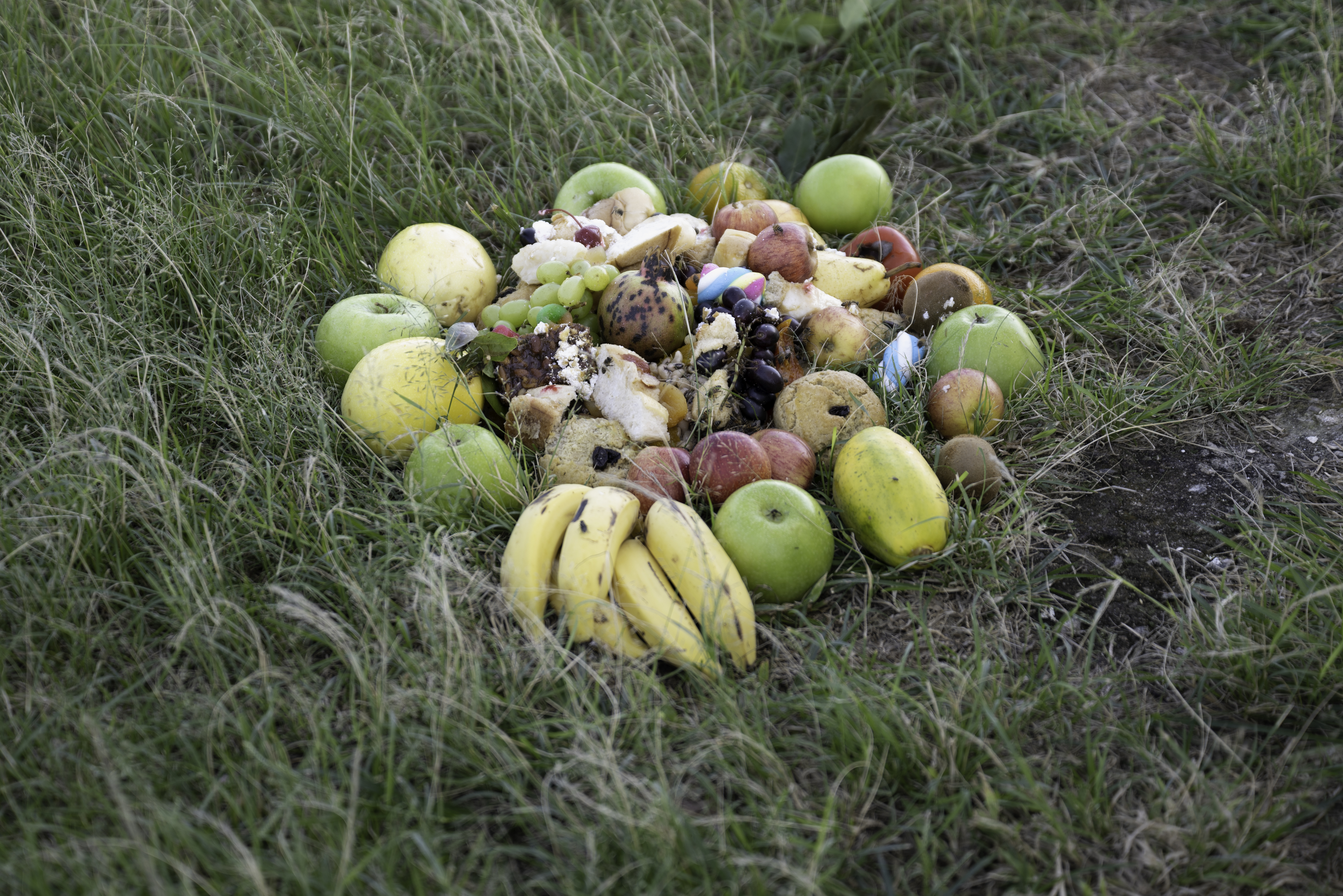
Oferendas religiosas comumente chamadas Macumba

Macumba (do quimbundo: ma'kôba) é um instrumento de percussão de origem africana, semelhante ao instrumento reco-reco.
No Brasil, o termo é principalmente usado como uma designação genérica e pejorativa dos cultos afro-brasileiros e seus rituais de matriz africana (como a oferenda) influenciadas também por sincretismo dos ameríndias, católicas, espíritas e, ocultistas.  [carece de fontes?]

## Etimologia
O vocábulo tem origem possivelmente no banto-kimbundu, a partir do termo "ma'kôba". O significado do termo original é incerto, sendo apontado por alguns como sendo originalmente uma dança  ou um instrumento percutido (de fricção) durante a dança.

### Outras definições
O termo é frequentemente usado como uma designação genérica para as religiões afro-brasileiras, como o candomblé e a umbanda, quase sempre com sentido depreciativo, como sinônimo de "bruxaria", "feitiçaria", "charlatanismo", "curandeirismo", mandinga", "ebó", "coisa-feita", "despacho", "encomenda", "mironga" (do quimbundo milonga, plural de mulonga, no sentido de 'demanda, queixa, injúria') e outros.
A palavra também pode referir-se a certas religiões afro-brasileiras em específico, como algumas antigas "macumbas do Rio de Janeiro", aparentadas da religião sincrética cabula (angola, com influxos do islamismo).

## Descrições literárias
A seguir, eis alguns relatos a respeito das práticas da macumba no Brasil ao longo do tempo, que também reiteram o uso pejorativo do termo. Em As Religiões no Rio (1904), o jornalista João do Rio escreveu:
Vivemos na dependência do feitiço, dessa caterva de negros e negras de babaloxás e yauô, somos nós que lhes asseguramos a existência, com o carinho de um negociante por uma amante atriz. O feitiço é o nosso vício, mas o nosso gozo, a degeneração. Exige, damos-lhe; explora, deixamo-nos explorar e, seja ele maitre-chanteur, assassino, larápio, fica sempre impune e forte pela vida que lhe empresta o nosso dinheiro.
Segundo Câmara Cascudo:

Ainda ao tempo das reportagens de João do Rio, os cultos de origens africanas no Rio de Janeiro chamavam-se, coletivamente, candomblés, como na Bahia, reconhecendo-se, contudo, duas seções principais: os orixás dos cultos nagôs e os alufás dos cultos muçulmanos (malês) trazidos pelos escravos. Mais tarde, o termo genérico "macumba" foi substituído pelo termo "kiumbanda". Meio século após a publicação de As Religiões do Rio, estão inteiramente perdidas as tradições malês e, em geral, os cultos, abertos a todas as influências, dividem-se em terreiros (cultos nagôs) e tendas.
De acordo com Reginaldo Prandi:
[...] a macumba carioca, portanto, pode bem ter se organizado como culto religioso na virada do século, como aconteceu também na Bahia. Não vejo, pois, razão para pensá-la como simples resultante de um processo de degradação desse candomblé visto no Rio no fim do século por João do Rio, essa macumba sempre descrita como feitiçaria, isto é, prática de manipulação religiosa por indivíduos isoladamente, numa total ausência de comunidades de culto organizadas. Arthur Ramos fala de um culto de origem banta no Rio de Janeiro na primeira metade do século, cultuando orixás assimilados dos nagôs, com organização própria, com a possessão de espíritos desencarnados que, no Brasil, reproduziram ou substituíram, por razões óbvias, a antiga tradição banto de culto aos antepassados [...]. São cultos muito assemelhados aos candomblés angola e de caboclos da Bahia, registrados por Edison Carneiro, que já os tratava como formas degeneradas [...].

## Locais  de uso
A cidade maranhense de Codó (Brasil) é conhecida como "capital da macumba", embora a religião afro-brasileira praticada nessa região, bem como em Teresina, seja  mais conhecida como ￼￼terecô￼￼.Pois segundo os idosos locais, Codó teria sido fundada por praticantes de cultos afro-brasileiros e diz-se que a localidade teria a maior concentração de terreiros por km² no Brasil. Onde morava o célebre pai de santo Bita do Barão, falecido em 2019. 